# SCE Soho Studio
SCE Soho Studio (chiamato informalmente anche Team Soho) è stata un'azienda britannica sviluppatrice di videogiochi.
La società era sussidiaria di SCEE. Ha iniziato a sviluppare i propri titoli per la console PlayStation. Lo studio nel 2002 ha sviluppato il gioco The Getaway per PlayStation 2.
Nel 2002 si è unito con lo Studio Camden per formare SCE London Studio che ha lavorato al gioco: The Getaway: Black Monday.
Anche se lo studio non esiste più, il logo del Team Soho è rimasto attivo all'interno della serie The Getaway.

## Giochi pubblicati

### PlayStation
- NBA ShootOut
- NBA ShootOut '97
- Porsche Challenge
- Spice World
- This is Football
- This is Football 2
- Turbo Prop Racing

### PlayStation 2
- Dropship: United Peace Force
- EyeToy
- Singstar
- The Getaway
- World Tour Soccer 2002